# Черанова
Черано̀ва (на италиански: Ceranova; на ломбардски: Siranöva, Сираньова) е село и община в Северна Италия, провинция Павия, регион Ломбардия. Разположено е на 86 m надморска височина. Населението на общината е 2231 души (към 2017 г.).